# هاشم سواری
هاشم سواری   (زادهٔ ۱۳۳۷ در سوسنگرد) نمایندهٔ حوزهٔ انتخابیهٔ دشت آزادگان و هویزه در دورهٔ هشتم مجلس شورای اسلامی بوده‌است.